# Aureilhan, Hautes-Pyrénées
Aureilhan är en kommun i departementet Hautes-Pyrénées i regionen Occitanien i sydvästra Frankrike. Kommunen ligger i kantonen Aureilhan som tillhör arrondissementet Tarbes. År 2022 hade Aureilhan 8 033 invånare.

## Befolkningsutveckling
Antalet invånare i kommunen Aureilhan
| Referens: INSEE |